# Francisco Camprodón
Francisco Camprodón y Safont (Vic, 4 de marzo de 1816-La Habana, 16 de agosto de 1870) fue un dramaturgo, político y poeta español.

## Biografía

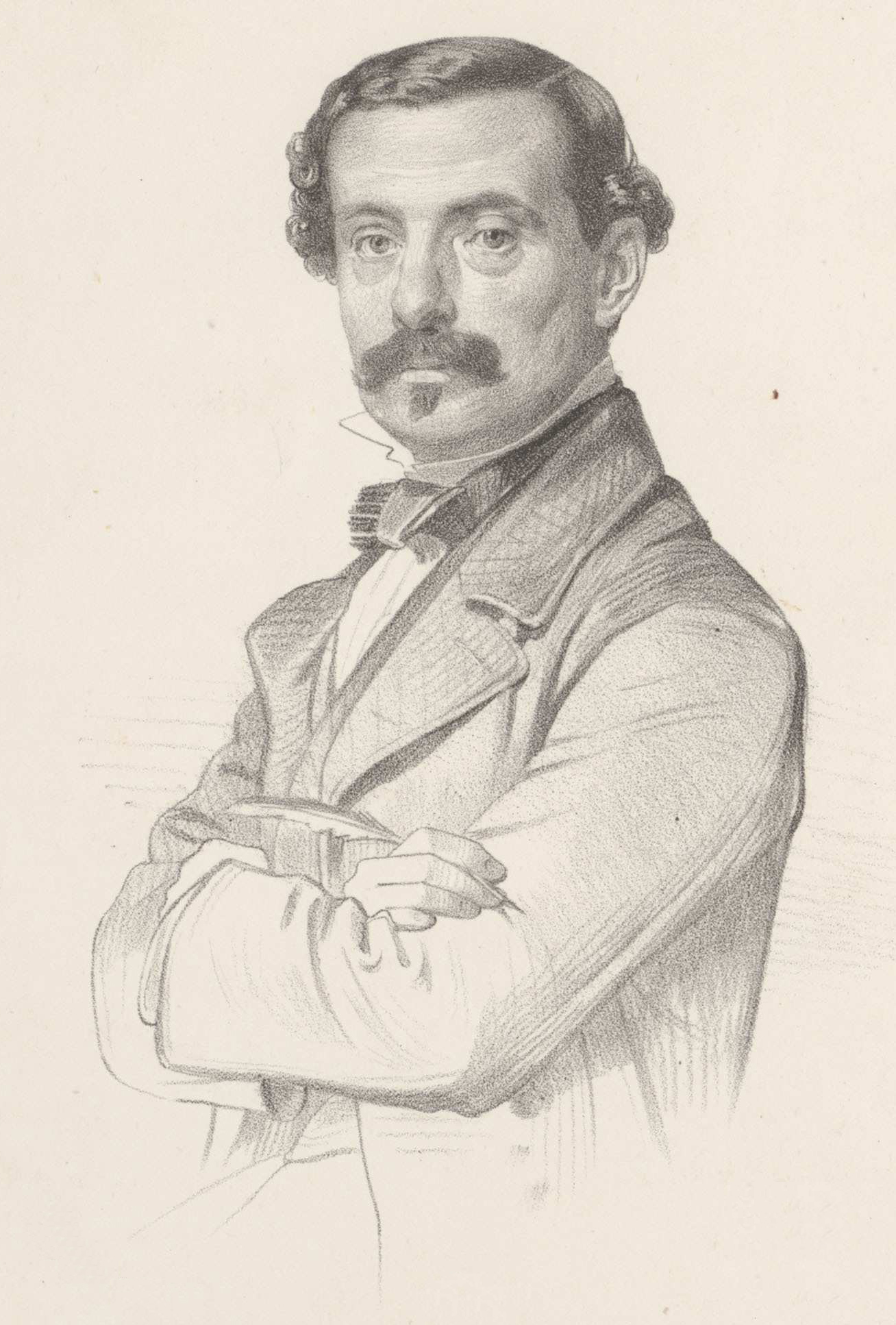
Francisco Camprodón en 1854

Estudió Derecho en la Universidad de Cervera; allí fue condiscípulo y amigo de Jaime Balmes, a quien al parecer ayudó a redactar su primera obra; terminó la carrera en Alcalá de Henares y en Barcelona, donde se licenció en 1838; una terrible enfermedad le acometió entonces; los médicos le desahuciaron, pero consiguió recuperarse por sus propios medios. Fue un hombre destacado del Partido Liberal y por ello marchó exiliado a Cádiz. El duque de Montpensier, que amistó con él, le animó a publicar en 1854 en Barcelona sus versos con el título de Emociones, que fue bien acogido. Se estableció en Madrid, donde alcanzó a ser diputado en el Congreso por la Unión Liberal y compuso allí diversos dramas en verso según la estética del Romanticismo, con los que conoció los éxitos de Flor de un día y el otro no (1851), estrenado a instancias del actor José Valero y del dramaturgo Tomás Rodríguez Rubí; con ella introdujo la costumbre de no ceder la propiedad de las producciones dramáticas, costumbre que mejoró la calidad de vida de los dramaturgos de entonces; su continuación, Espinas de una flor (1852), también sobre amores contrariados y abnegaciones conyugales, fue igualmente un éxito, aunque algo menor.

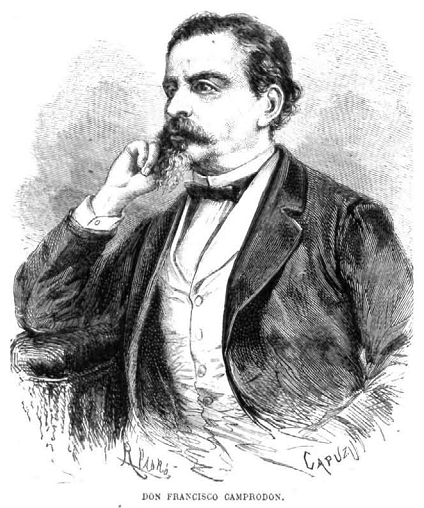
Retratado en un dibujo de Padró grabado por Capuz (La Ilustración Española y Americana, 1870)

Sin embargo el autor es más conocido por su extensísima labor como libretista de zarzuela; entre muchas otras escribió El dominó azul, Jaque al Rey, El diablo en el poder y, especialmente, por ser la más famosa y representada, Marina, con música de Emilio Arrieta, de la que se hizo justamente célebre el dúo «Costas las de Levante, / playas las de Lloret / dichosos los ojos / que os llegaron a ver», entre otras muchas sobre argumentos no siempre originales. Con motivo de la guerra de África publicó en quintillas una Carta a don Juan Prim, héroe de Los Castillejos, que se hizo muy popular, a pesar de la fama, a veces bastante acertada, de versificador fácil, ripioso y prosaico que tenía el autor.
Trabajó principalmente con los músicos Emilio Arrieta, Francisco Asenjo Barbieri, Cristóbal Oudrid y Nicolau Manent. Al advenir la Renaixença, escribió en catalán piezas de teatro costumbrista, como La tornada d'en Titó y La teta gallinaire. Tras el triunfo de La Gloriosa o Revolución de 1868 aceptó un puesto en la Administración de Hacienda de Cuba y viajó allí; publicó algunos artículos en el periódico en catalán La Gresca y murió en La Habana el 15 de agosto de 1870. Dejó tres hijas y un hijo; la mayor se unió al jurisconsulto Cristóbal Martín de Herrera.

## Obras

### Lírica
- Emociones (Barcelona, 1850)
- Patria, fe, amor. Poesías en castellano y catalán (La Habana, 1871)

### Teatro
- Flor de un día (1851)
- Espinas de una flor (1852)
- Libertinaje y pasion
- Una ráfaga (1857)

### Libretos de zarzuela
- El dominó azul, (1853), zarzuela con música de Emilio Arrieta
- Los Diamantes de la corona (1854), zarzuela con música de Francisco Asenjo Barbieri
- Tres para una
- Guerra à muerte
- Marina (1855), zarzuela con música de Emilio Arrieta. La versión operística de 1871 fue ampliada por el libretista Miguel Ramos Carrión
- El Vizconde (1855), música de Francisco Asenjo Barbieri
- El Diablo en el poder (1856), música de Francisco Asenjo Barbieri
- El lancero
- Juan Lanas
- El relámpago
- La jardinera
- Por conquista
- Un pleito (1858), zarzuela con música de Gaztambide
- Beltran el aventurero
- Un cocinero (1858), música de Manuel Fernández Caballero
- ¡Quien manda manda!
- El diablo las carga
- El zapatero y el banquero
- El Dictador (1856), zarzuela con música de Francisco Asenjo Barbieri
- Una vieja (1860), zarzuela con música de Gaztambide
- Galatea (1868), zarzuela
- Dos Mellizos, zarzuela

### Teatro en catalán
- La tieta gallinaire (1865)
- La Tornada del Tió (1867)